# Quando (brano musicale)
Quando è un brano musicale scritto e cantato nel 1960 dal cantante italiano Luigi Tenco. 
Fu pubblicato per la prima volta su vinile a 45 giri contenente sul Lato B Sempre la stessa storia.
Successivamente fu ripubblicato nel luglio 1961 nel 45 giri Ti ricorderai/Quando, questo fu il primo singolo che ebbe un successo commerciale, raggiungendo il 17º posto nella hit parade.
Il brano fu ripubblicato nel 1962 nel 45 giri Quando/Triste sera, con un nuovo arrangiamento e inserito nell'album Luigi Tenco e nel luglio dello stesso anno pubblicato nel 45 giri Ti ricorderai/Quando.